# Epithema strigosum
Epithema strigosum là một loài thực vật có hoa trong họ Tai voi. Loài này được (C.B.Clarke) Hilliard & B.L.Burtt mô tả khoa học đầu tiên năm 1997.